# Tomasz Zubilewicz

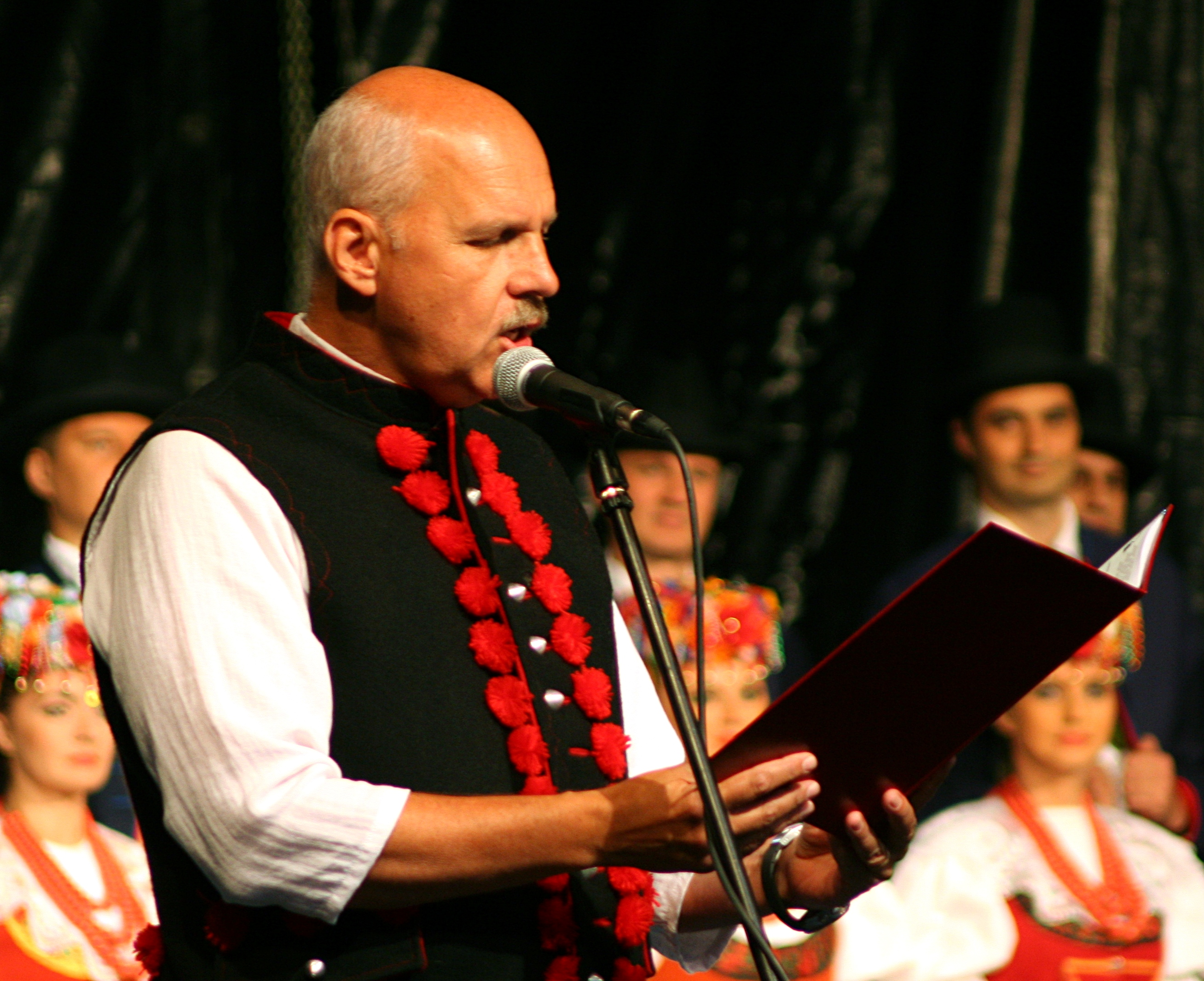
Tomasz Zubilewicz odczytujący list przewodniczącego Parlamentu Europejskiego Jerzego Buzka, podczas 58. urodzin Zespołu Pieśni i Tańca „Śląsk”

Tomasz Zubilewicz (ur. 28 lutego 1962 w Warszawie) – polski dziennikarz oraz prezenter telewizyjny i radiowy, aktor, nauczyciel i przedsiębiorca.

## Życiorys
Abiturient Liceum im. Edwarda Dembowskiego w Warszawie oraz absolwent Wydziału Geografii i Studiów Regionalnych Uniwersytetu Warszawskiego. Przez 14 lat, do 2001 pracował jako nauczyciel geografii oraz katecheta w Gimnazjum i Liceum Sióstr Zmartwychwstanek w Warszawie im. Jadwigi Borzęckiej. W trakcie odbywania służby wojskowej zdobył zawód meteorologa. Od 1992 właściciel firmy zajmującej się szkoleniami oraz badaniami jakościowymi rynku.
W 1994 wygrał konkurs na prezentera prognozy pogody w TVP1, na antenie debiutował 7 marca 1995. W lipcu 1997 przeszedł do nowo powstającej telewizji TVN, na której antenie zadebiutował 3 października 1997 o godz. 19:25 w Pogodowej Ruletce, pierwszym wyemitowanym programie w historii stacji. Pozostaje prezenterem pogody w trzech stacjach telewizyjnych Grupy TVN: TVN, TVN24 i TTV.
Został członkiem Europejskiego Stowarzyszenia Prezenterów Pogody, organizacji skupionej na działalności związanej z ekologią i ochroną klimatu.
W kwietniu 2007 nakładem wydawnictwa Publicat wydał autorski przewodnik pt. „Polska na pogodę i niepogodę”. Pod koniec 2010 na rynku księgarskim ukazała się kolejna książka-przewodnik pt. „Zabrze na każdą pogodę”.
1 czerwca 2007 razem z Tomaszem Wasilewskim został uhonorowany nagrodą „Złote Pióro” przyznaną przez Chorwacką Izbę Turystyczną za najlepszą telewizyjną promocję turystyki. W 2009 zajął drugie miejsce w plebiscycie Telekamery 2010 w kategorii „prezenter pogody”. W badaniu ARC Rynek i Opinia z kwietnia 2011 został uznany za prezentera prognozy pogody cieszącego się największym zaufaniem widzów.
Od 2011 do 2016(?) prowadził ekologiczny magazyn Dobre klimaty na antenie TVN Meteo.

## Życie prywatne
Żonaty z Wiolettą od 25 lipca 1987, ma dwoje dzieci: Łukasza i Martę. Ma również czworo wnuków.
Wziął udział w akcji na rzecz ruchu pro-life.

## Publikacje
- Polska na pogodę i niepogodę (2007, wyd. Publicat) ISBN 978-83-245-1239-3.
- Zabrze na każdą pogodę (2010, wyd. KSC Plus) ISBN 978-83-931520-0-1.
- Pobiedziska na każdą pogodę (2013, wyd. KSC plus).
- Krynica-Zdrój? Właśnie tak! (2014, red. U.M. w Krynicy-Zdroju).